# Giessen (Wädenswil)
Der Giessen ist eine kleine Halbinsel am Zürichsee und ein Quartier im 
Ortsteil Wädenswil der Stadt Wädenswil.

## Lage
Das Quartier Giessen liegt an einer steilen Uferpassage direkt am See. Die vom Reidbach geformte Halbinsel ist durch die Gleise der Zürichseebahn vom Rest der Ortschaft abgeschnitten und nur über einen Bahnübergang und durch eine Fussgänger-Unterführung zu erreichen.

## Geschichte

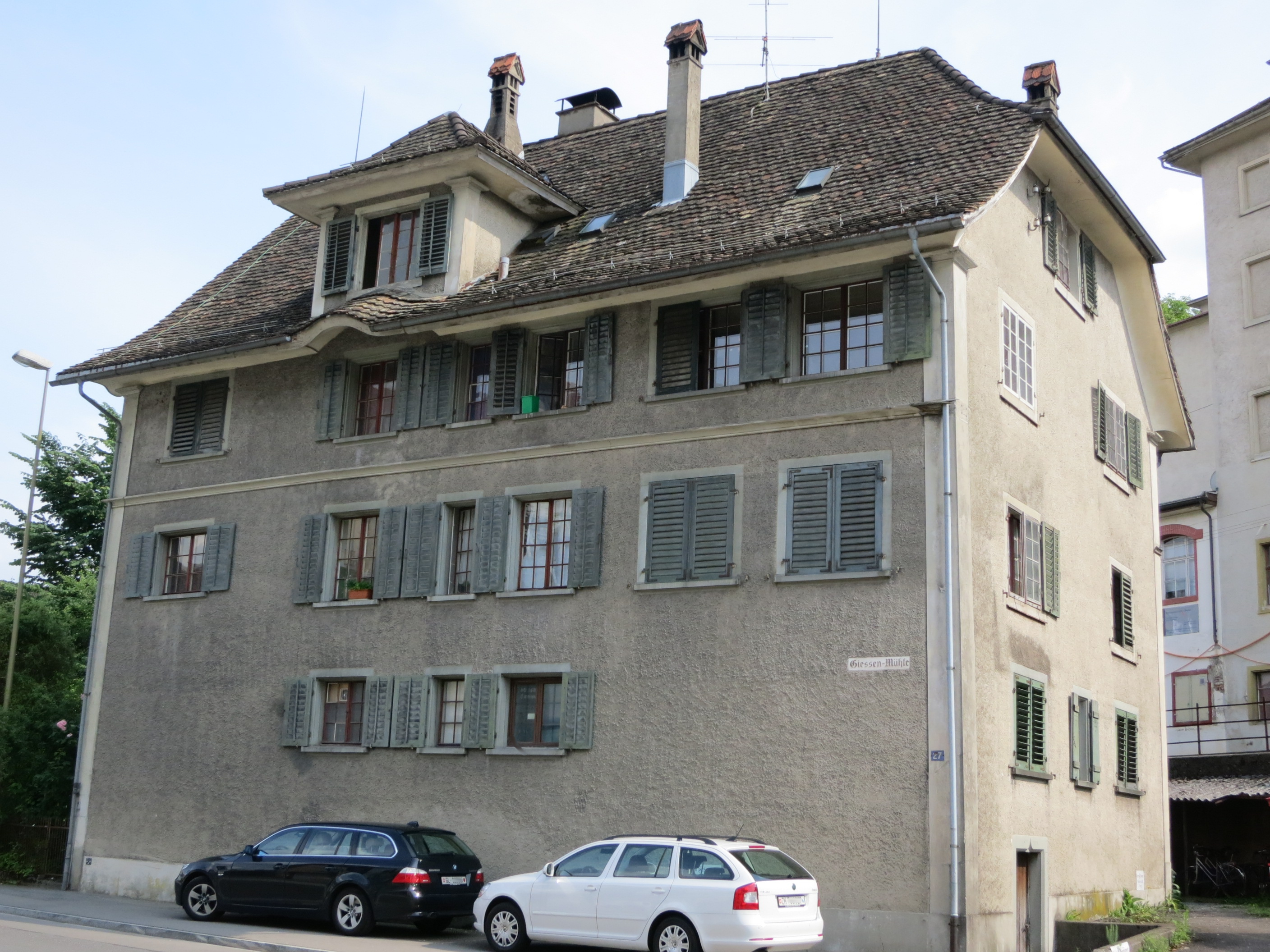
Giessenmühle

Erstmals erwähnt wurde der Ort 1468 im Steuerrodel als Mühle „underm Giessen“. Im 19. Jahrhundert wurde der Giessen zum Standort diverser Industriebetriebe wie der Tuchfabrik Pfenninger und Teilen der Brauerei Wädenswil.
Die textile Heimarbeit brachte Wädenswil um 1811 den ersten industriellen Aufschwung. 1832 entstand die Tuchfabrik Pfenninger auf der Giessen-Halbinsel. Wädenswil profitierte von der Ablösung der Heimarbeit durch die  Fabrikarbeit von 1900 bis 1910. Der starke wirtschaftliche Aufschwung machte aus dem einstigen Bauerndorf eine Industriegemeinde. Wegen des Niedergangs der Textilindustrie musste die Tuchfabrik Pfenniger den Betrieb 1976 einstellen.
Gegen Ende des 20. Jahrhunderts wandelte sich der Ort zunehmend zum Wohnquartier. Östlich an der Grenze zu Richterswil entstand etwa die Siedlung Staubeweidli, westlich anstelle ausgedienter Industriegebäude der Brauerei die Überbauung Lagomio. Eine weitere Wohnüberbauung unter dem Namen Peninsula direkt auf der Halbinsel ist geplant.

## Sehenswürdigkeiten

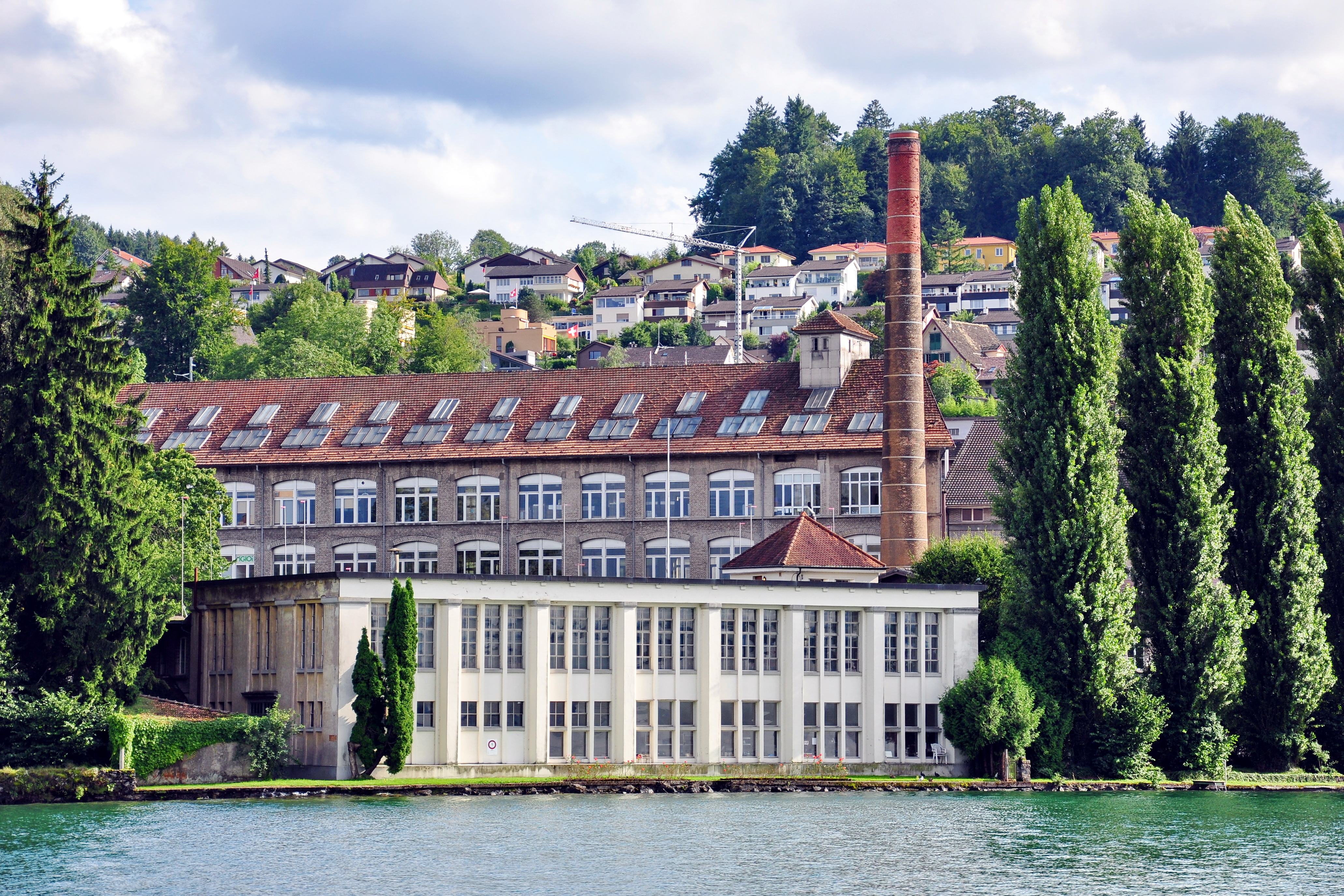
Blick auf die Halbinsel Giessen mit der ehemaligen Tuchfabrik Pfenninger (Maillart-Bau mit Hochkamin)

Die Giessenmühle aus dem 16. Jahrhundert zählt heute zu den ältesten Gebäuden Wädenswils. Die ehemalige Tuchfabrik Pfenninger mit ihrem Hochkamin sowie die ehemaligen Bierlagerstollen der Brauerei Wädenswil sind wichtige Zeugnisse der Industriearchitektur des 19. und frühen 20. Jahrhunderts. Die Textilfabrik Pfenninger wurde 1905 von Robert Maillart entworfen und gilt wegen der grossen Hallen, die dank neuer Statik möglich wurden, als wegweisender Industriebau.
Die vom See aus gut sichtbare neoklassizistische Villa von Albert Kölla gilt als Wahrzeichen der Halbinsel. Die Giessbach Ranch ist der einzige rund um die Uhr geöffnete Gastronomiebetrieb in Wädenswil.
Der Giessbachfall im Tobel des Reidbachs direkt oberhalb von Giessen ist einer der höchsten Wasserfälle der Region Zürichsee. Die Namen Giessbach und Giessen beziehen sich auf diesen Wasserfall, bedeutet doch das althochdeutsche Wort «giezo» fliessendes Wasser oder Wasserfall. Giessbach heisst der unterste Abschnitt des Reidbachs, vom Zinggeler-Weiher an der Einsiedlerstrasse an bis zur Mündung in den Zürichsee auf dem Giessenhorn (vgl. auch «Bäche in Wädenswil» von Peter Ziegler im Jahrbuch 2013 der Stadt Wädenswil).